# هیفالوسور
هیفالوسور(نام علمی: Hyphalosaurus) نام یک سرده از راسته کوریستودرا است.